# Романија
Романија је планина и регија у источном дијелу Републике Српске. Највиши делови планине простиру се од Мокрог са западне и котлине око Пала с југозападне до Гласиначког поља са источне стране. Шира романијскa висораван са обронцима обухвата градове: Пале, Соколац, Хан Пијесак и Рогатицу. Висораван се протеже на око 1300 km² простора углавном обраслог густом шумом, док обронци сежу и југозападно од Сокоца, сјевероисточно од Пала и источно од Источног Сарајева. Највиша тачка је Велики Лупоглав са надморском висином од 1.652 метара.
Позната као уточиште хајдука, на Романији постоји много места и топонима који сведоче о њеној јуначкој историји. Међу њима је чувена Новакова пећина, чији је назив везан за хајдука Старину Новака и која се налази на јужним обронцима, изнад Пала. На западној страни, изнад Мокрог, налазе се познате Црвене стијене, а у средишњем дијелу планине, у околини Сокоца налази се црква Романијска Лазарица, ремек-дело српске црквене архитектуре 19. века.
Највећи део привреде на Романији заснован је на шумарству и планинарском и зимском туризму. Дрво из романијских шума од најстаријих времена важи за изузетно квалитетно те се често користи у индустрији намештаја. Раније су шуме крчила велика државна предузећа, док се задњих пар деценија догађа процват мањих самосталних бренти.
Романија је одувек важила за планину претежно насељену Србима. Административно гледано, област Романија је дио шире Сарајевско-романијске регије у Републици Српској која обухвата општине на романијској висоравни и обронцима као и градске општине Источног Сарајева.

## Етимологија
Назив Романија, буквално значи — земља Римљана. Вјерује се да је име настало у раном средњем вијеку доласком Словена на ове просторе почетком 7. вијека. Тада се дио романизираног становништва повукао на Романију, те је тако планина добила име.

## Историја
Романија је кроз историју била позната по бројним хајдуцима, сматра се колијевком хајдучије. Најстарије писане вијести о бројним хајдуцима на Романији је из 1658. године, када је Француз Кикле описао свој пут преко ове планине. Сарајевски хроничар Мула Мустафа Башескија 1783. године, такође пише о разбојницима на овом подручју. Најпознатији хајдуци са Романије су Старина Новак, те Дели Радивоје, Грујица. Према предању, познати Лимун харамбаша, саборац Баја Пивљанина, био је родом са Романије. Од пада старе српске државе Босне, па све до краја 19. вијека хајдучија на Романији је била активна. Посљедње чете са Романије предводио је чувени харамбаша Јово Тандарић из Хан Пијеска.
Главне хајдучке личности припадају овој области— др Миленко С. Филиповић
Нада да ослобођење долази се пробудила 1875. кад је избио Херцеговачки устанак у Невесињу који се касније проширио и на Босну. Међутим након Берлинског конгреса и Аустроугарске окупације 1878. брзо је и згасла.
Током Првог светског рата Романијци су, као и остали Срби у Босни и Херцеговини, присилно мобилисани од стране аустроугарских власти. Углавном би били послати на Руски фронт, где би већина њих дезертирала и придружила се руској војсци. Иако није било такве владавине терора шуцкора какве је било у Сарајеву или Подрињу, услови живота за време рата били су изузетно лоши. Српске трупе, Краљевине Србије и Краљевине Црне Горе ослободиле су Романију 29. септембра 1914. године након шест стотина година под туђинском влашћу. Опет је ослобођена у новембру 1918, а Власенички срез, који је обухватао северне крајеве Романије са Хан Пијеском, се одлуком народног сабора припојио Краљевини Србији. Првог децембра исте године ће исто учинити Сарајевски и Рогатички срез, у исто време као и Народно веће у Загребу, стварајући Краљевину Југославију.
За вријеме Другог свјетског рата највећи број Романијаца припадао је јединицама Југословенске војске у отаџбини. Те јединице су током већег дела рата чувале Романију, поготово њене обронке према Сарајеву, од усташких напада као слободну територију. Према изворима првог реда бројно стање Романијског корпуса било је око 5000 бораца под оружјем. Са друге стране, Нијемци су крајем 1943. процијенили да је број четника у цијелој источној Босни био око 7500 људи. Током 1943. године четничке снаге су кренуле у велику офанзиву у целој источној Босни, заузимајући више места и опседајући Сарајево. Офанзива је брзо потиснута од стране усташа уз велику помоћ немачких јединица. Песма која је остала упамћена из тог доба је „На врх горе Романије четнички се барјак вије". Са друге стране, област око Сокоца је била поприште великог партизанског устанка који је подигао Славиша Вајнер Чича почетком рата. Устаници су јуришали на Соколац, Рогатицу, Хан Крам и Жљебове, а на Црвеним стијенама је подигнута застава са петокраком која ће се на том брду изнад Мокрог стајати и деценијама након краја рата, као симбол ослобођења тих крајева од стране партизанске војске и српског народа Романије. Током и након Игманског марша Романија је постала једно од главних средишта партизанског отпора против фашистичких усташких и њемачких снага у окупираној Југославији. Из тог времена потиче и позната партизанска пјесма „Иде Тито преко Романије”.
У вријеме распада Југославије, септембра 1991. године, проглашена је Српска Аутономна Област Романија (САО Романија). У новембру 1991. ова област је спојена са новоформираном облашћу САО Бирач и названа је САО Романија-Бирач. Са формирањем Српске Републике Босне и Херцеговине, касније Републике Српске, област улази у њен састав. Романијци су се истакли у биткама за одбрану Српске током рата, а ратна престоница био је управо један романијски град - Пале.
На висоравни Равној Романији, 2002. године изграђена је црква Св. Великомученика Георгија.
- САО Романија у септембру 1991.
- САО Романија у новембру 1991.